# 大鱗鮻
大鳞鮻（学名：Planiliza macrolepis），也称大鱗鯔、大鱗鯔魚（台灣學術界使用），俗名塭豆、豆仔魚、小烏，為輻鰭魚綱鯔形目鯔科鮻屬的其中一種。

## 分布
本魚分布於印度洋－太平洋區，包括東非、南非、馬達加斯加、塞席爾群島、阿曼、斯里蘭卡、巴基斯坦、孟加拉、印度、泰國、日本、中國、越南、緬甸、馬來西亞、台灣、新加坡、菲律賓、印尼、澳洲、密克羅尼西亞、帛琉、新喀里多尼亞、薩摩亞群島、萬那杜、法屬玻里尼西亞等海域。该物种的模式产地在南非。

## 深度
水深0至20公尺。

## 特徵
本魚體延長，前部圓筒型，後部側扁。脂性眼瞼不甚發達。主上頷骨後端向下彎曲至口角。第一背鰭之起點至吻端之距離，大於由彼至尾基之距離。背面呈青灰色，腹面銀白色、胸鰭基部金黃色。背鰭硬棘4至5枚、背鰭軟條8至9枚；臀鰭硬棘3枚、臀鰭鰭條8至10枚。一縱列鱗片30至33枚。體長可長60公分。

## 生態
本魚主要棲息在沙泥底沿岸及河口區，甚至河川下游。亦是吞食底層淤泥，以攝食矽藻及有機碎屑。

## 經濟利用
食用魚，但沒有烏魚那麼飽滿的卵，體型也較小，為養殖魚類。紅燒、煮湯均宜，肉較腥。

## 扩展阅读
維基物種上的相關：大鳞鮻